# Liste der Naturdenkmale in Giesen
Die Liste der Naturdenkmale in Giesen nennt die Naturdenkmale in der Gemeinde Giesen im Landkreis Hildesheim in Niedersachsen.

## Naturdenkmale
| Bild            | Bezeichnung | Ort, Lage                                                                                               | Beschreibung | Schutzzweck | Nummer    |
| --------------- | ----------- | --- | ------------ | ----------- | --------- |
| Fotos hochladen | Linde       | Groß Giesen vor dem Kirchturm der Kirche der katholischen Pfarrgemeinde (52° 11′ 54,6″ N, 9° 53′ 38″ O) |              | Schönheit   | ND-HI 039 |